# Hellín
Hellín este un oraș din Spania, situat în provincia Albacete din comunitatea autonomă Castilia-La Mancha. Are o populație de 28.123 de locuitori.

## Personalități născute aici
- Manuel Castells (n. 1942), sociolog specialist în societatea informațională.

1. ↑  Nomenclátor Geográfico de Municipios y Entidades de Población (20240402 edition)